# Alemania en la Eurocopa 1992
La Selección de fútbol de Alemania fue uno de los 16 equipos participantes en la Eurocopa 1992, que se llevó a cabo entre el 10 y el 26 de junio de 1992 en Suecia.
Alemania quedó encuadrada en el grupo B de la fase final, empató 1-1 con la Comunidad de Estados Independientes, venció 2-0 a Escocia, y cayó 1-3 ante Países Bajos, así clasificó como segunda del grupo.
En semifinales se impuso 3-2 a la anfitriona Suecia. Pero en la final fue vencida por Dinamarca con un 2-0.

## Clasificación
| Equipo     | Pts | PJ | PG | PE | PP | GF | GC | Dif |
| ---------- | --- | -- | -- | -- | -- | -- | -- | --- |
| Alemania   | 10  | 6  | 5  | 0  | 1  | 13 | 4  | 9   |
| Gales      | 9   | 6  | 4  | 1  | 1  | 8  | 6  | 2   |
| Bélgica    | 5   | 6  | 2  | 1  | 3  | 7  | 6  | 1   |
| Luxemburgo | 0   | 6  | 0  | 0  | 6  | 2  | 14 | -12 |

| Fecha                   | Lugar      |            |                       | Resultado |                       |            |
| ----------------------- | ---------- | ---------- | --------------------- | --------- | --------------------- | ---------- |
| 17 de octubre de 1990   | Serravalle | Luxemburgo | Bandera de Luxemburgo | 2:3 (0:2) | Bandera de Alemania   | Alemania   |
| 1 de mayo de 1991       | Hannover   | Alemania   | Bandera de Alemania   | 1:0 (1:0) | Bandera de Bélgica    | Bélgica    |
| 5 de junio de 1991      | Cardiff    | Gales      | Bandera de Gales      | 1:0 (0:0) | Bandera de Alemania   | Alemania   |
| 16 de octubre de 1991   | Núremberg  | Alemania   | Bandera de Alemania   | 4:1 (3:0) | Bandera de Gales      | Gales      |
| 22 de noviembre de 1991 | Anderlecht | Bélgica    | Bandera de Bélgica    | 0:1 (0:1) | Bandera de Alemania   | Alemania   |
| 18 de diciembre de 1991 | Leverkusen | Alemania   | Bandera de Alemania   | 4:0 (2:0) | Bandera de Luxemburgo | Luxemburgo |

### Goleadores
| Jugador           | Goles | PJ | Minuto |
| ----------------- | ----- | -- | ------ |
| Rudi Völler       | 3     | 6  | 537    |
| Karl-Heinz Riedle | 2     | 4  | 258    |
| Lothar Matthäus   | 2     | 6  | 496    |
| Uwe Bein          | 1     | 2  | 93     |
| Thomas Häßler     | 1     | 4  | 239    |
| Andreas Möller    | 1     | 3  | 241    |
| Jürgen Klinsmann  | 1     | 3  | 257    |
| Thomas Doll       | 1     | 5  | 349    |
| Guido Buchwald    | 1     | 4  | 360    |

## Jugadores
| #  | Nombre            | Posición      | Edad | Club                |
| -- | ----------------- | ------------- | ---- | ------------------- |
| 1  | Bodo Illgner      | Portero       | 25   | 1. FC Köln          |
| 2  | Stefan Reuter     | Defensa       | 25   | Juventus FC         |
| 3  | Andreas Brehme    | Defensa       | 31   | Inter de Milán      |
| 4  | Jürgen Kohler     | Defensa       | 26   | Juventus FC         |
| 5  | Manfred Binz      | Defensa       | 26   | Eintracht Frankfurt |
| 6  | Guido Buchwald    | Defensa       | 31   | VfB Stuttgart       |
| 7  | Andreas Möller    | Mediocampista | 24   | Eintracht Frankfurt |
| 8  | Thomas Häßler     | Mediocampista | 26   | AS Roma             |
| 9  | Rudi Völler       | Delantero     | 32   | AS Roma             |
| 10 | Thomas Doll       | Mediocampista | 26   | SS Lazio            |
| 11 | Karl-Heinz Riedle | Delantero     | 26   | SS Lazio            |
| 12 | Andreas Köpke     | Portero       | 30   | 1. FC Nuremberg     |
| 13 | Andreas Thom      | Delantero     | 26   | Bayer Leverkusen    |
| 14 | Thomas Helmer     | Defensa       | 27   | Borussia Dortmund   |
| 15 | Michael Frontzeck | Defensa       | 28   | VfB Stuttgart       |
| 16 | Matthias Sammer   | Mediocampista | 24   | VfB Stuttgart       |
| 17 | Stefan Effenberg  | Mediocampista | 23   | Bayern de Múnich    |
| 18 | Jürgen Klinsmann  | Delantero     | 27   | Inter de Milán      |
| 19 | Michael Schulz    | Defensa       | 30   | Borussia Dortmund   |
| 20 | Christian Wörns   | Defensa       | 20   | Bayer Leverkusen    |
| DT | Berti Vogts       |               |      |                     |

## Participación

### Grupo B
| Selección    | Pts. | PJ | PG | PE | PP | GF | GC | Dif |
| ------------ | ---- | -- | -- | -- | -- | -- | -- | --- |
| Países Bajos | 5    | 3  | 2  | 1  | 0  | 4  | 1  | +3  |
| Alemania     | 3    | 3  | 1  | 1  | 1  | 4  | 4  | 0   |
| Escocia      | 2    | 3  | 1  | 0  | 2  | 3  | 3  | 0   |
| CEI          | 2    | 3  | 0  | 2  | 1  | 1  | 4  | -3  |

| 12 de junio de 1992, 20:15 | CEI                    | 1:1 (0:0) | Alemania   | Idrottsparken, Norrköping                                 |                                                           |
|                            | Dobrovolski 64' (pen.) | Reporte   | Häßler 90' | Asistencia: 17 410 espectadores Árbitro(s): Gérard Biguet | Asistencia: 17 410 espectadores Árbitro(s): Gérard Biguet |

| 15 de junio de 1992, 17:15 | Escocia | 0:2 (0:1) | Alemania                   | Idrottsparken, Norrköping                                |                                                          |
|                            |         | Reporte   | Riedle 29' · Effenberg 47' | Asistencia: 17 638 espectadores Árbitro(s): Guy Goethals | Asistencia: 17 638 espectadores Árbitro(s): Guy Goethals |

| 18 de junio de 1992, 20:15 | Países Bajos                              | 3:1 (2:0) | Alemania      | Nya Ullevi, Gotemburgo                                         |                                                                |
|                            | Rijkaard 4' · Witschge 15' · Bergkamp 72' | Reporte   | Klinsmann 53' | Asistencia: 37 725 espectadores Árbitro(s): Pierluigi Pairetto | Asistencia: 37 725 espectadores Árbitro(s): Pierluigi Pairetto |

### Semifinales
| 21 de junio de 1992, 20:15 | Suecia                               | 2:3 (0:1) | Alemania                    | Råsundastadion, Solna                                     |                                                           |
|                            | Brolin 64' (pen.) · K. Andersson 89' | Reporte   | Häßler 11' · Riedle 59' 88' | Asistencia: 28 827 espectadores Árbitro(s): Tullio Lanese | Asistencia: 28 827 espectadores Árbitro(s): Tullio Lanese |

### Final
| 26 de junio de 1992, 20:00 | Dinamarca                | 2:0 (1:0) | Alemania | Nya Ullevi, Gotemburgo                                   |                                                          |
|                            | Jensen 18' · Vilfort 78' | Reporte   |          | Asistencia: 37 800 espectadores Árbitro(s): Bruno Galler | Asistencia: 37 800 espectadores Árbitro(s): Bruno Galler |

## Estadísticas

### Posiciones
| Equipo | Equipo       | Pts | PJ | PG | PE | PP | GF | GC | Dif | Rend  |
| ------ | ------------ | --- | -- | -- | -- | -- | -- | -- | --- | ----- |
| 1      | Dinamarca    | 6   | 5  | 2  | 2  | 1  | 6  | 4  | +2  | 60,0% |
| 2      | Alemania     | 5   | 5  | 2  | 1  | 2  | 7  | 8  | -1  | 70,0% |
| 3      | Países Bajos | 6   | 4  | 2  | 2  | 0  | 6  | 3  | +3  | 75,0% |

### Goleadores
| Jugador           | Goles | PJ | Minuto |
| ----------------- | ----- | -- | ------ |
| Karl-Heinz Riedle | 3     | 5  | 413    |
| Thomas Häßler     | 2     | 5  | 450    |
| Jürgen Klinsmann  | 1     | 4  | 384    |
| Stefan Effenberg  | 1     | 5  | 440    |